# Love Live!
Love Live! ist ein japanisches Multimedia-Franchise, welches in Zusammenarbeit zwischen dem Magazin Dengeki G’s Magazine vom Verleger ASCII Media Works, dem Musiklabel Lantis und dem Animationsstudio Sunrise entsteht.
Das Projekt dreht sich um verschiedene Gruppen bestehend aus befreundeten Oberschülerinnen, die beschließen School-Idols zu werden. Love Live! wurde in der Juli-2010-Ausgabe des Dengeki G’s angekündigt und hat seit dem Start im August gleichen Jahres zwei Umsetzungen als Manga-Reihe, einen Light-Novel-Zyklus, zwei Anime-Fernsehserien und Kinofilme sowie mehrere CD-Veröffentlichungen hervorgebracht.

## Produktion
Seit der Herausgabe der ersten Ausgabe des Dengeki G’s Magazine beim Verlag ASCII Media Works  haben die Herausgeber des Magazins Leser-Teilnahmespiele organisiert, die direkt von der Leserschaft inspiriert werden. Love Live! wurde erstmals in der Juli-Ausgabe des Jahres 2010 vorgestellt, wobei es hieß, dass das Magazin für die Produktion des Multimedia-Projekts mit dem Animationsstudio Sunrise und der Plattenfirma Lantis zusammenarbeiten werde. In der Juli-Ausgabe wurden die Handlung, Charakterinformationen und weitere Projektdetails veröffentlicht. In dieser Ankündigung wurde zudem bekannt, dass bereits im August eine erste CD-Single und eine DVD auf dem Markt gebracht würden, die unter anderem während der Comiket 78 erhältlich seien. Die Geschichte stammt aus der Feder der Romancière Sakurako Kimino, die auch die Kurzgeschichten des Projektes für das Dengeki G’s schreibt. Das Charakterdesign und die Illustrationen werden von Yūhei Murota angefertigt.
Seit dem offiziellen Start des Projektes werden in bestimmten Zeiträumen Telefonabstimmungen abgehalten, um die Popularität der einzelnen Charaktere zu ermitteln. Diese Abstimmungen haben Einfluss darauf, welche Positionen die Charaktere in den Anime-Musikvideos einnehmen. So wird zum Beispiel ermittelt, welches Idol im Mittelpunkt eines Videos steht. Andere Rankings wiederum ermitteln andere Aspekte, wie die Frisur oder die getragene Kleidung. In der November-Ausgabe des Jahres 2010 konnten die Magazin-Leser über den Namen der Idol-Gruppe abstimmen. Dabei konnte zwischen fünf Namen, die zuvor von den Redakteuren aus den gesamten Einsendungen ermittelt wurden, entscheiden. So erhielt die erste Idol-Gruppe ihren Namen μ’s. Für die drei Subgruppen der Idol-Gruppe wurde ein ähnliches Auswahlverfahren angewendet. So heißen die Sub-Units von μ’s Printemps, BiBi und Lily White.
Im Oktober 2020 startet mit Nijigasaki High School Idol Club eine weitere Anime-Fernsehserie im japanischen Fernsehen. In Deutschland wird diese bei Anime on Demand und Crunchyroll im Simulcast gezeigt. Die Serie bringt im Vergleich zu den beiden Vorgängern keine gemeinsame Idol-Gruppe hervor, sondern vielmehr arbeiten die Charakter als Solo-Musikerinnen, die allerdings in kleinen Gruppen eingeordnet zu zwei, drei und vier Charakteren eingeordnet wurden. Über die Namen und Charakterbesetzung der Gruppen fand eine Online-Abstimmung statt. Im gleichen Jahr wurde zudem Love Live! Superstar!! eine weitere Serie des Haupt-Franchise angekündigt. Auch dieses weicht von den beiden Vorgängern Love Live! School Idol Project und Love Live! Sunshine!! im Grundkonzept ab. Der Name der in der Serie vertretenen Idol-Gruppe, Liella, wurde abermals in einem Online-Voting ermittelt und Mitte September offiziell vorgestellt.

## Medien

### Printmedien
Im Januar des Jahres 2012 startete die Romancière Sakurako Kimino eine Umsetzung als Manga mit Illustrationen von Arumi Tokita im Dengeki G’s Magazine. Die Veröffentlichung in diesem Magazine endete mit der Mai-Ausgabe im Jahr 2014 und wird seitdem im Dengeki G’s Comic fortgeführt. Im September des Jahres 2012 wurde die erste Manga-Ausgabe im Tankōbon-Format herausgegeben. Bis Mai 2014 wurden drei weitere Bände des Mangas veröffentlicht. Eine zweite Manga-Reihe, die ebenfalls von Kimino geschrieben wurde, erscheint seit Juni 2014 im Dengeki G’s Comic. Für die Zeichnungen zeigte sich dieses Mal Masaru Oda verantwortlich. Der erste Band des Mangas erschien im September 2014. In Deutschland erscheinen die beiden Mangareihen seit 2016 beim Verlag Egmont Manga.
Eine Light-Novel-Reihe zu Love Live! School Idol Diary, die wie die beiden Manga-Serien von Kimino geschrieben wurde, startete im Mai 2013 und brachte bis August des nachfolgenden Jahres elf Bände hervor. Die Illustrationen stammen von Yūhei Murota, Natsu Otono und Akame Kiyose. Im September des Jahres 2014 erschien ein Fanbuch zum Franchise, welches sämtliche Artikel zu Love Live!, die zwischen Juli 2010 und Februar 2013 publiziert wurden, beinhaltet.
Zur Fortsetzung Love Live! Sunshine!! erscheint seit Mai 2016 eine Manga-Reihe im Dengeki G’s Magazine. Am 30. Juni 2016 erschien bei ASCII Media Works ein 160-seitiges Fanbuch für die fiktive Idol-Gruppe Aqours, das alle Mitglieder der Gruppe vorstellt und ein Original-Manga beinhaltet.

### Anime-Fernsehserien und Kinofilme

Cosplay zu Love Live! School Idol Project (μ’s)
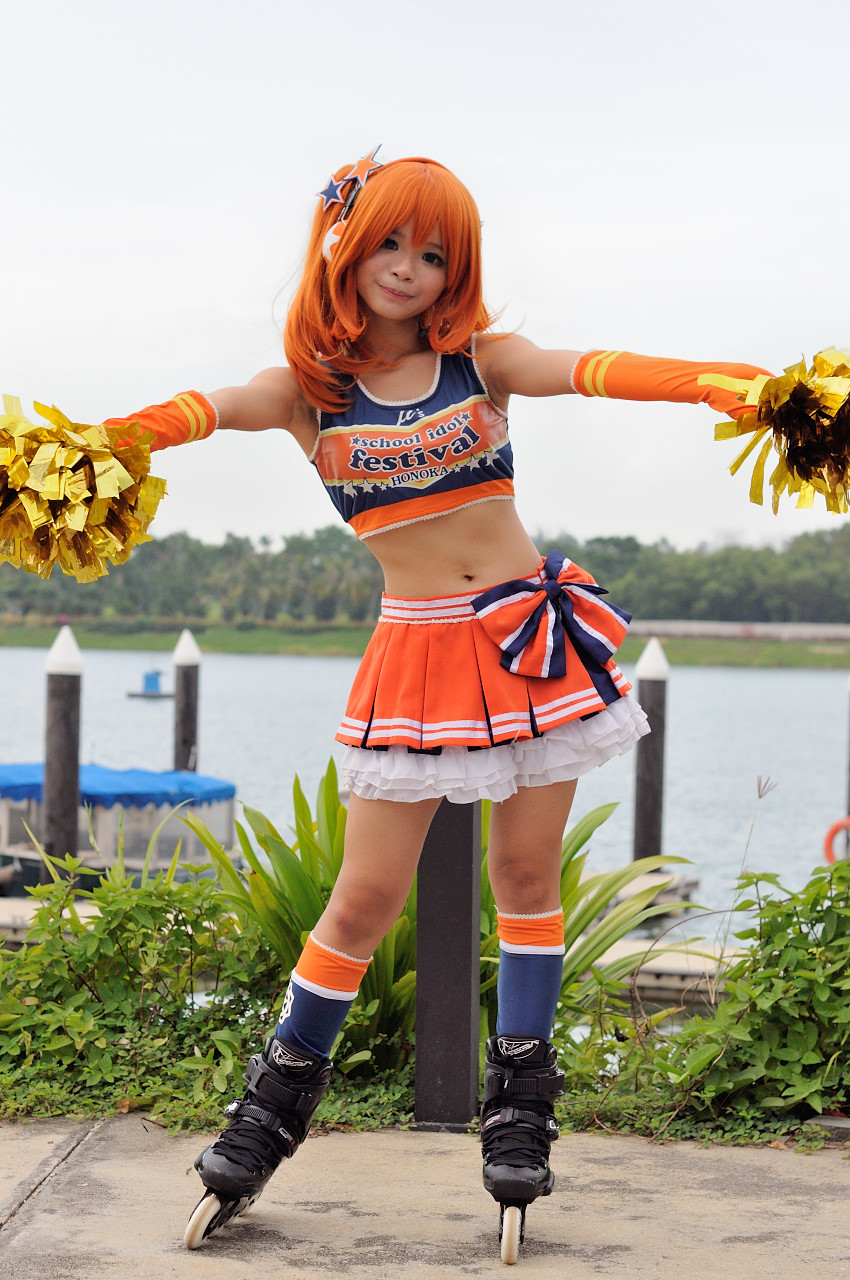
Honoka Kōsaka, 2015
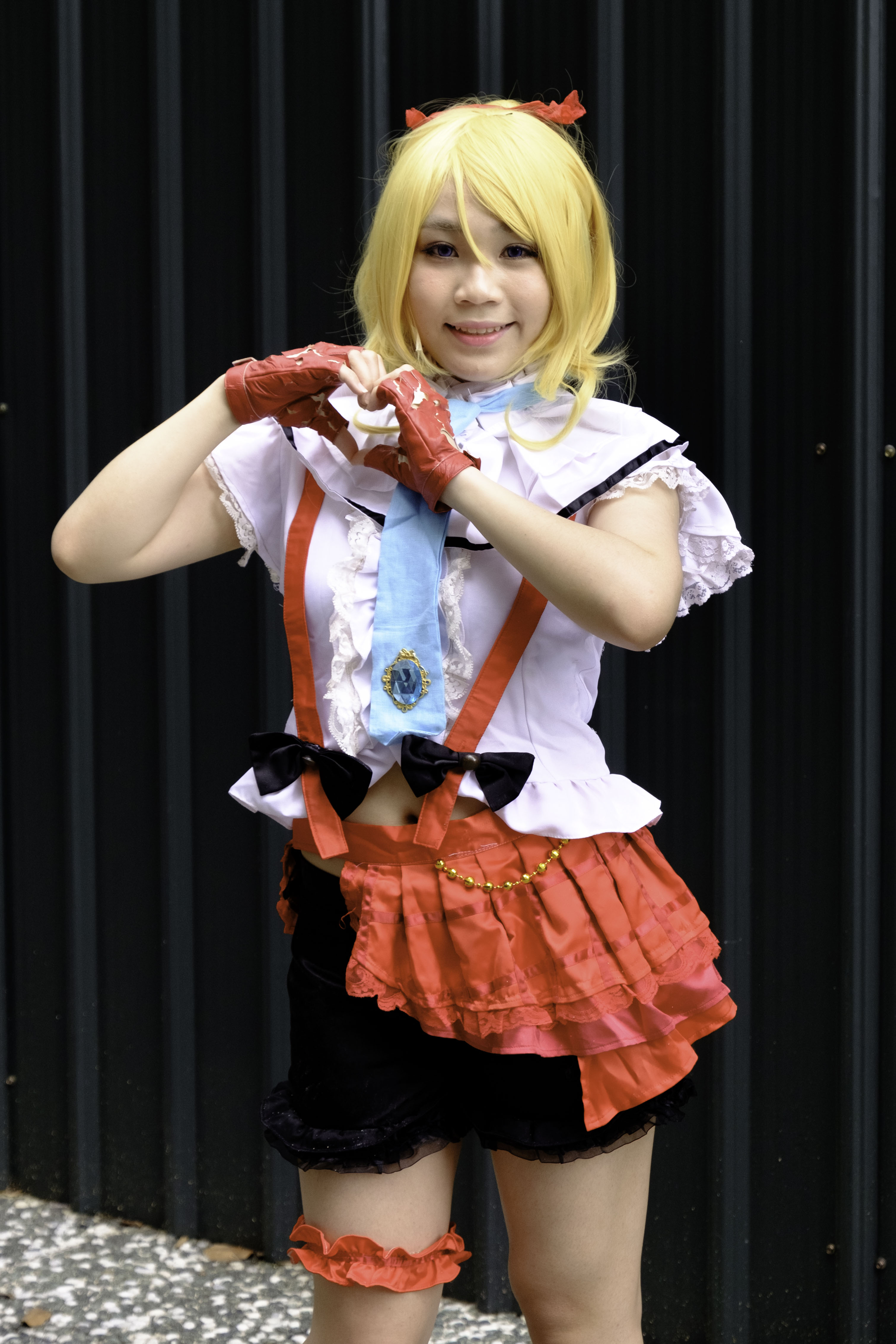
Eli Ayase, 2019
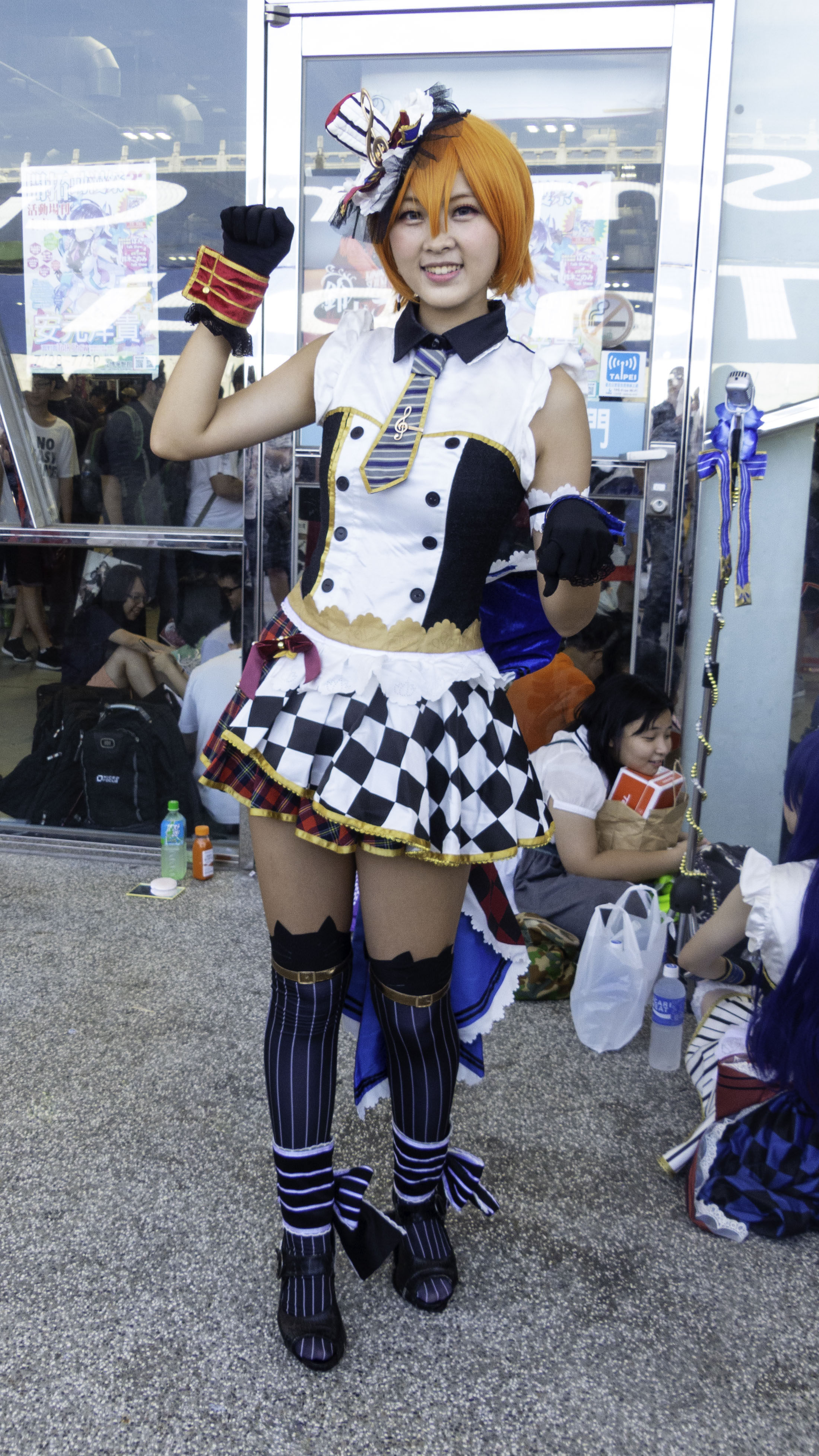
Rin Hoshizora, 2018
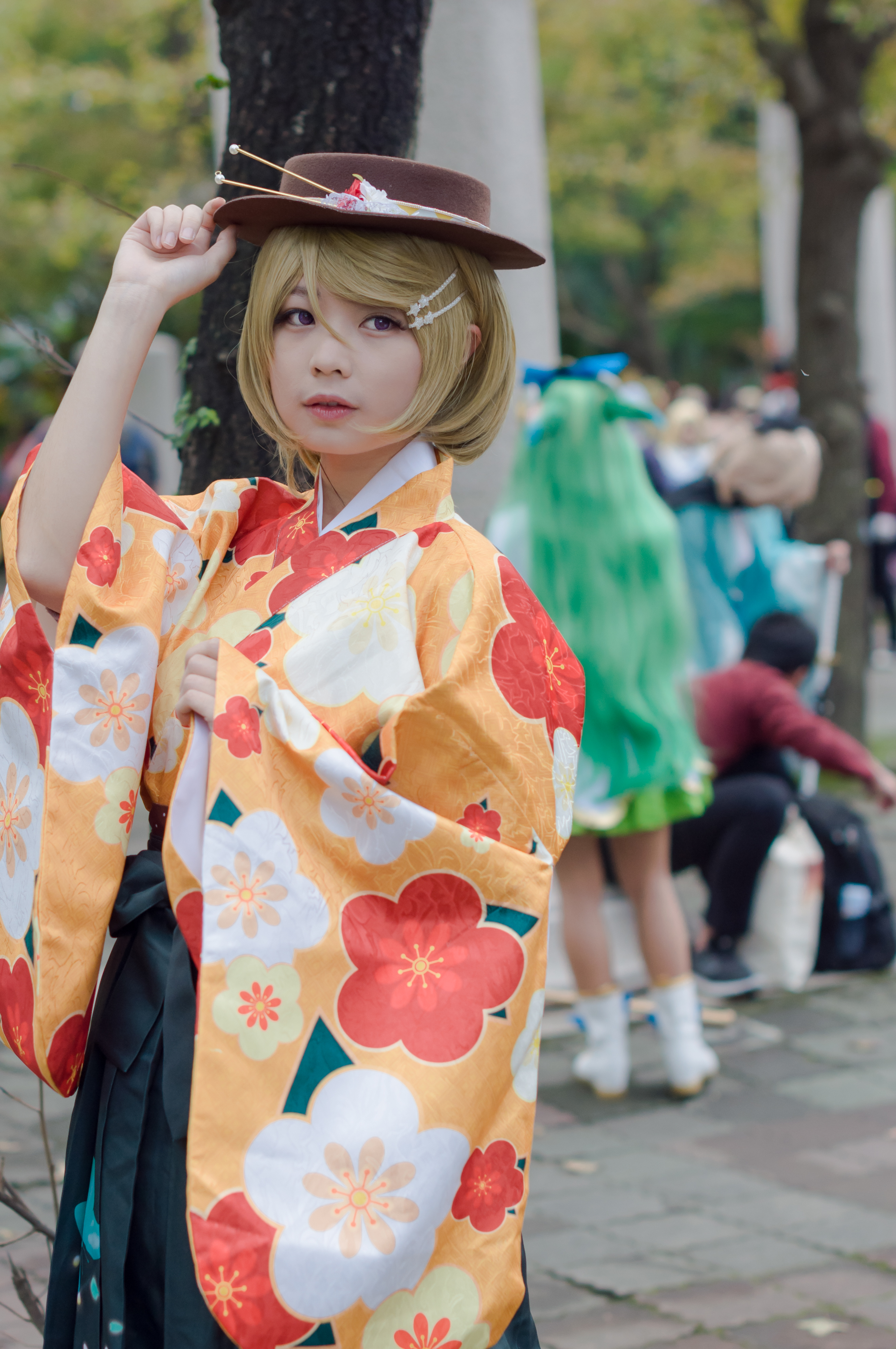
Hanayo Koizumi, 2017
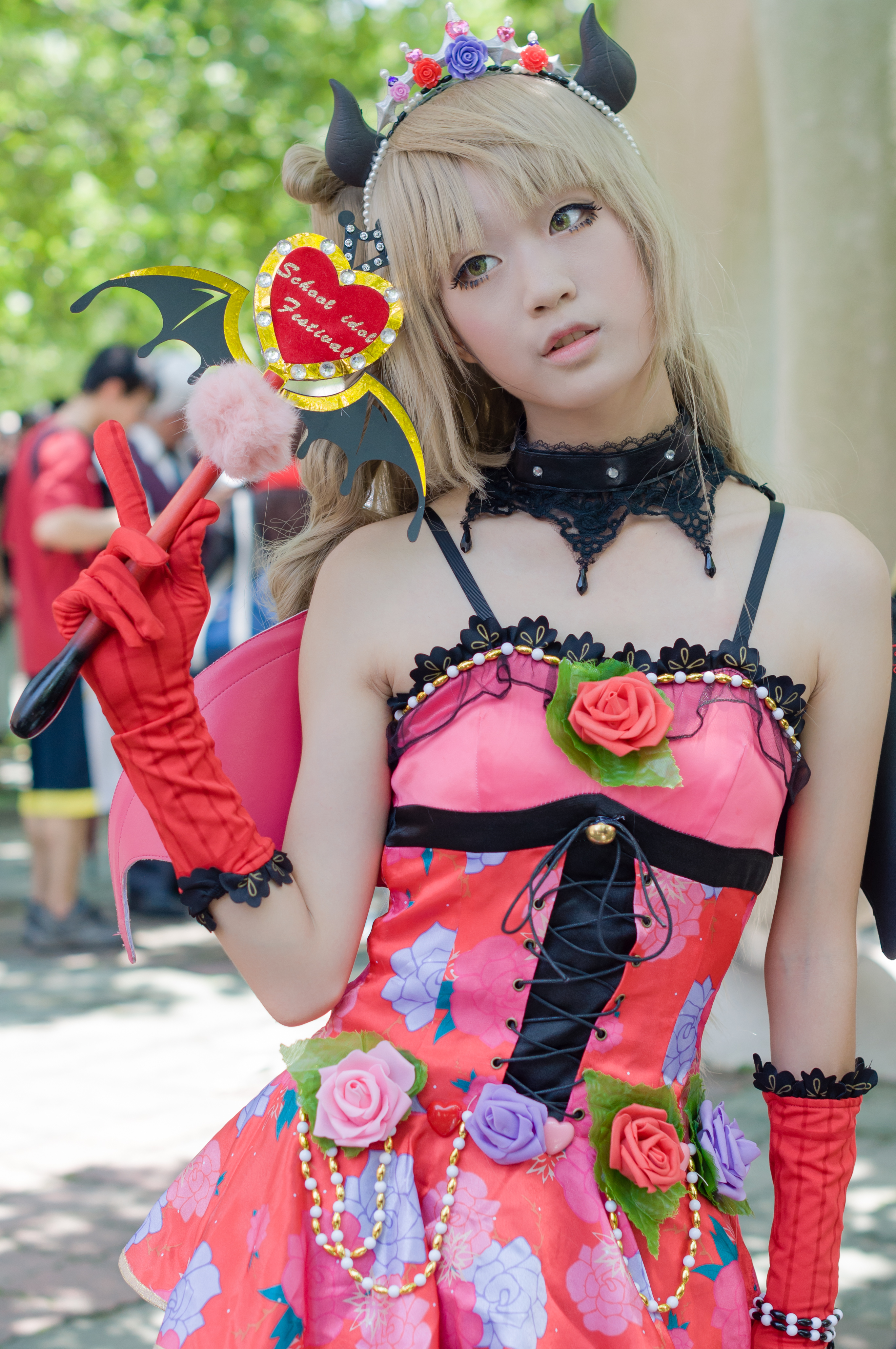
Kotori Minami, 2017
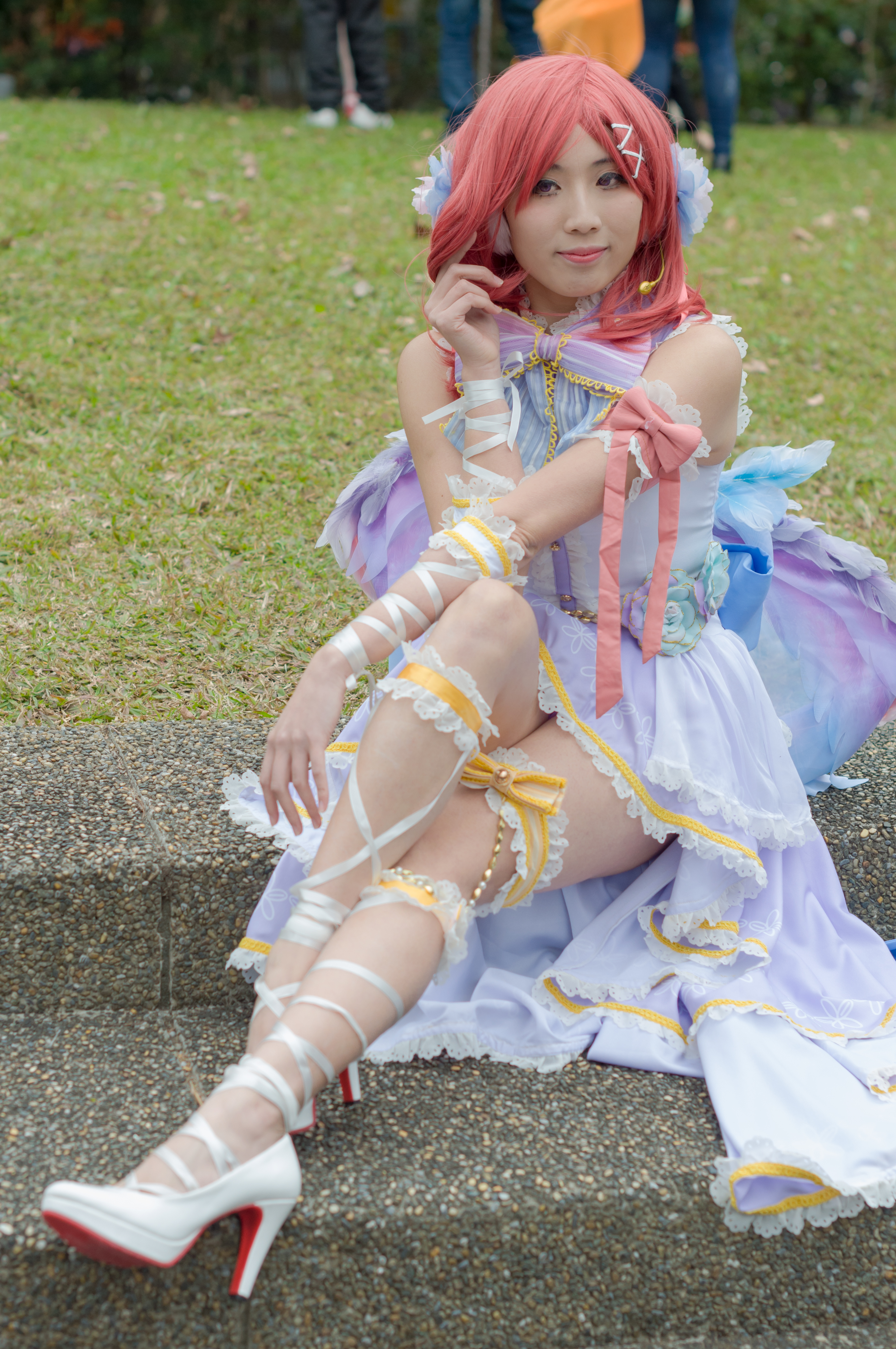
Maki Nishikino, 2017
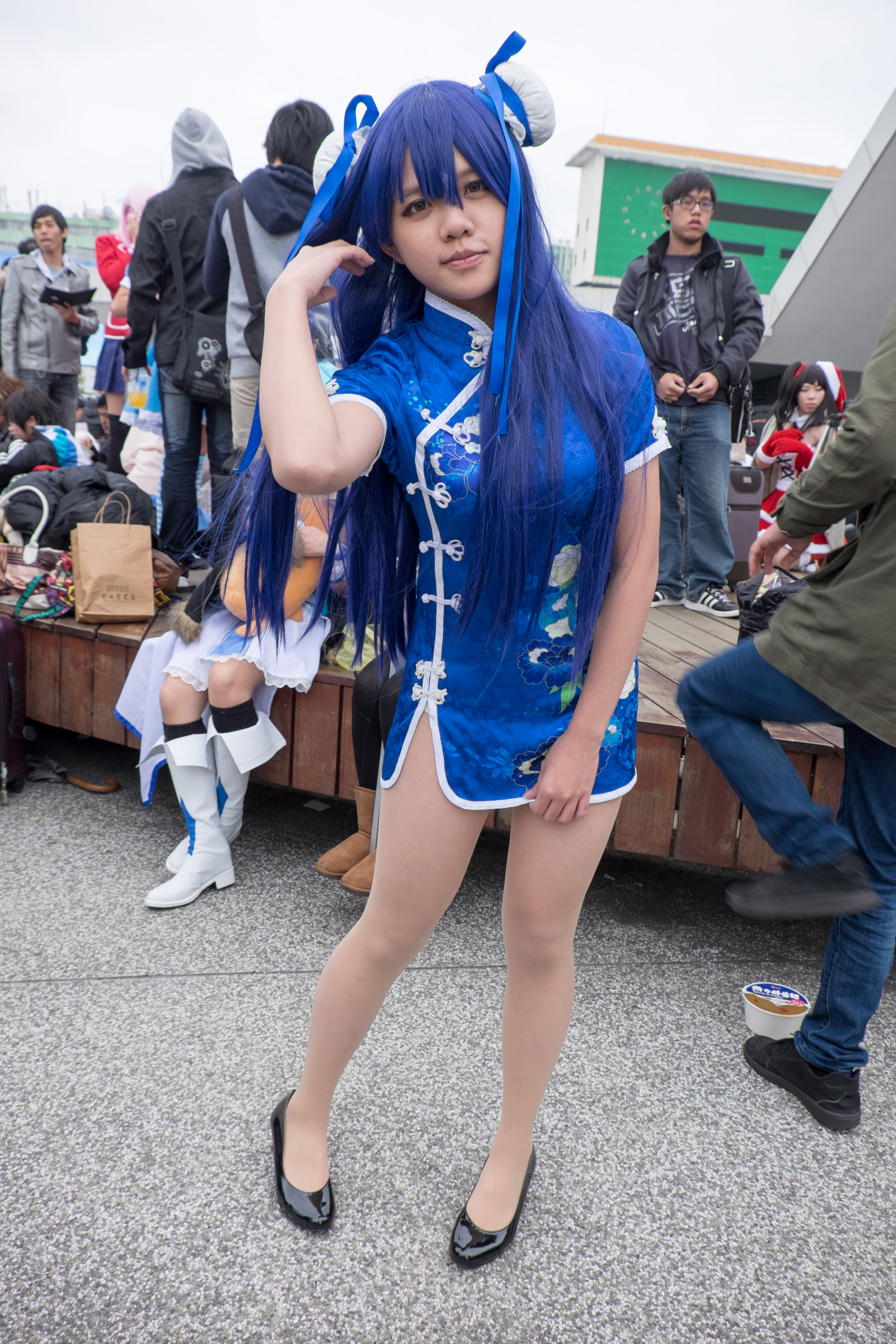
Umi Sonoda, 2015
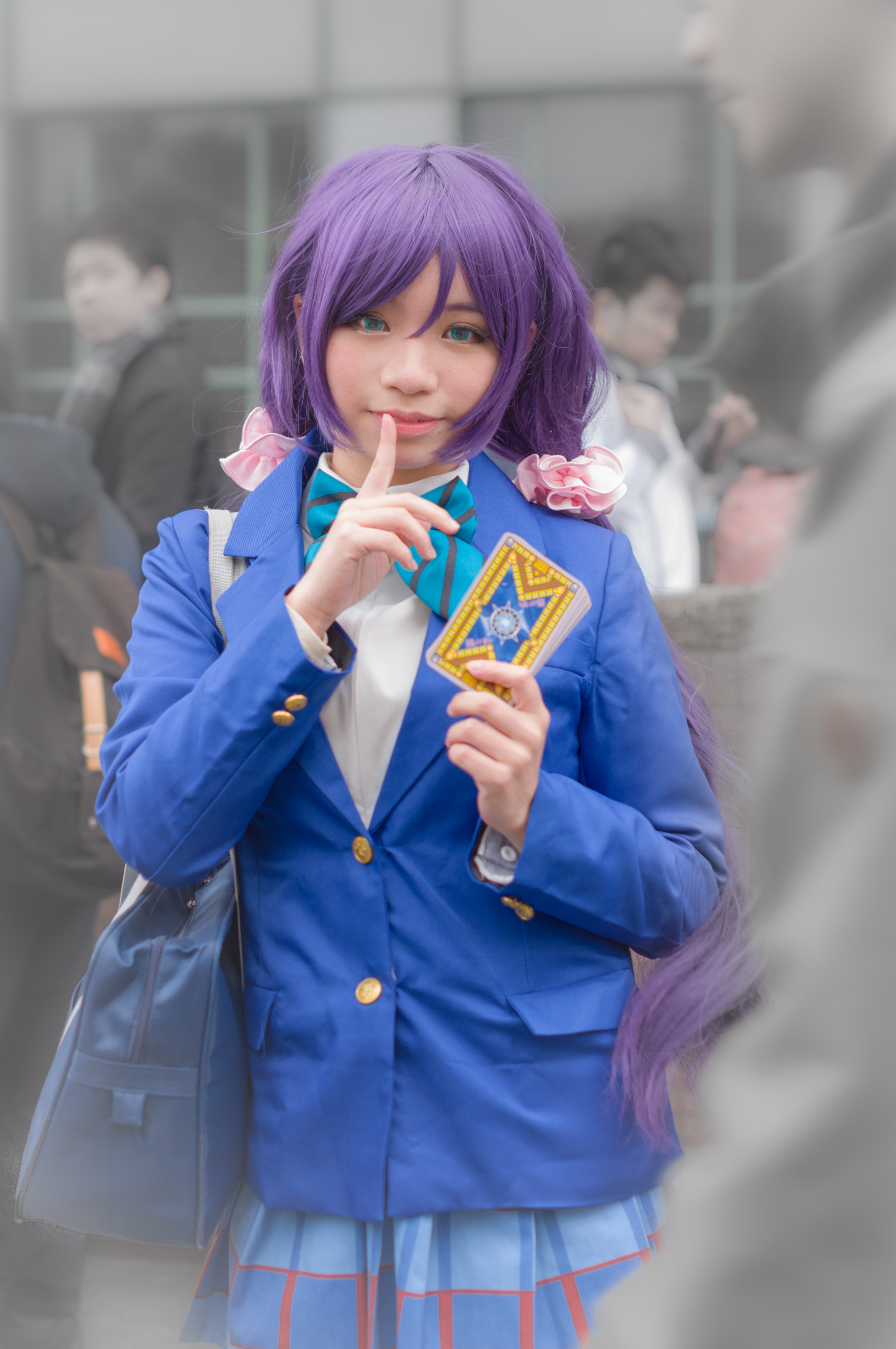
Nozomi Tojo, 2017
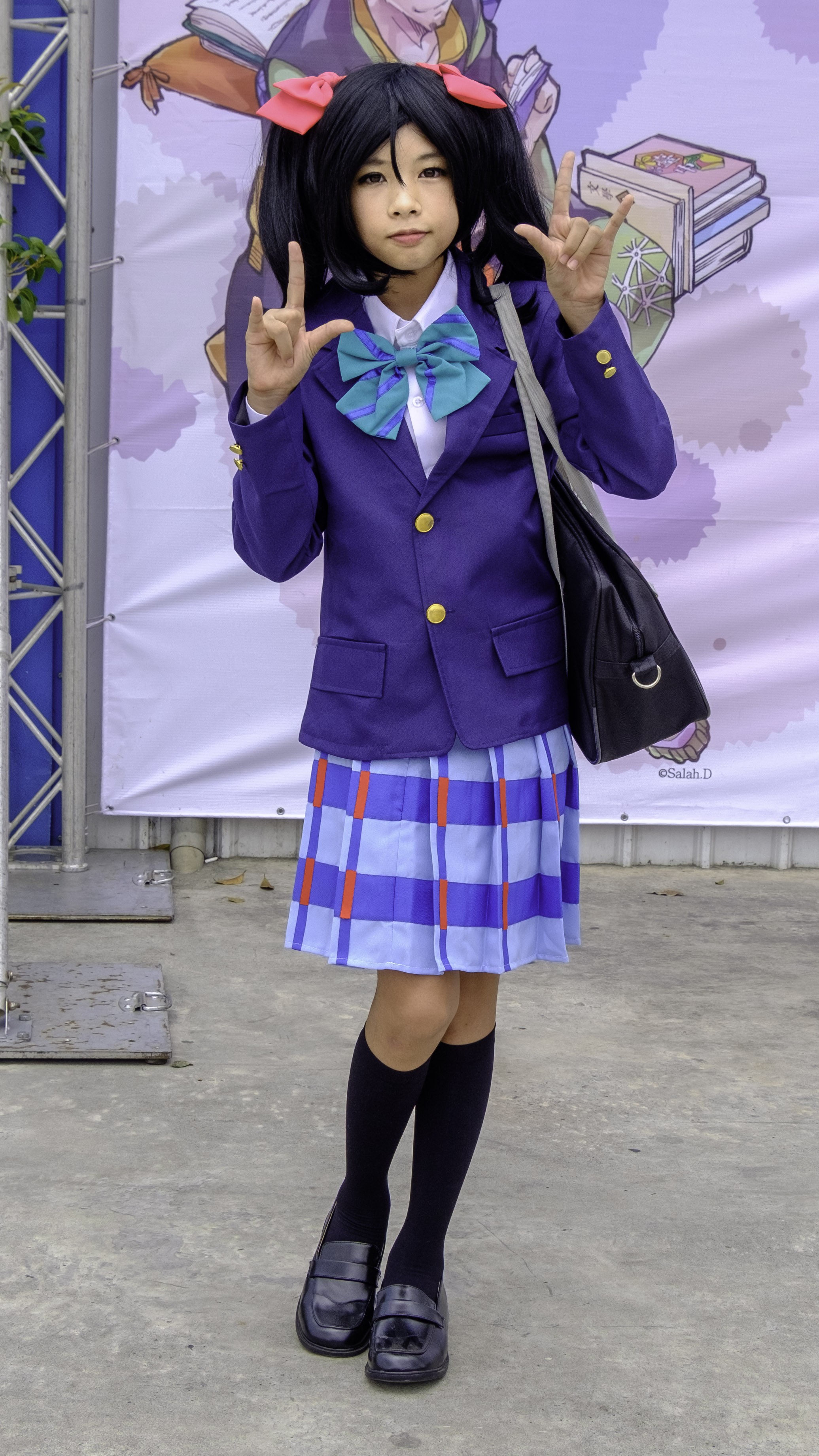
Nico Yazawa, 2015

Das Franchise brachte mit Love Live! School Idol Project und Love Live! Sunshine!! zwei Anime-Fernsehserien mit je 26 Episoden hervor. Beide Serien wurden im Studio Sunrise produziert. Mitte Dezember 2019 wurde die Produktion einer dritten Anime-Serie, Love Live! Nijigasaki High School Idol Club, angekündigt.
Staffel eins und zwei der ersten Fernsehserie wurden in Nordamerika von NIS America für eine Heimvideoveröffentlichung in englischer Sprache auf DVD und Blu-ray-Disc lizenziert. MVM Entertainment brachte die erste Anime-Fernsehserie im Vereinigten Königreich auf den Markt. In Australien und Neuseeland wurde der Anime durch Madman Entertainment veröffentlicht. Im deutschsprachigen Raum erschien lediglich Love Live! Sunshine!! beim Anime-Publisher Kazé Anime in deutscher Sprache.
Der erste Kinofilm, Love Live! The School Idol Movie, kam im Juni 2015 in die japanischen Kinos und spielte alleine dort über 2,8 Milliarden Yen ein. In den Vereinigten Staaten konnte der Film 115.000 USD erspielen. Außerdem erhielt der Film eine Nominierung bei den Japanese Academy Awards in der Kategorie Beste Animation was eine Auszeichnung in der Kategorie Awards of Excellence mit sich brachte. Mit Love Live! Sunshine!! The School Idol Move: Over the Rainbow kam Anfang 2019 ein zweiter Film in die Kinos.
NIS America brachte den ersten Kinofilm in Nordamerika auf DVD und Blu-ray auf den Markt. In Deutschland wurde der zweite Film im Rahmen des Akiba Pass Festival 2019 in den Kinos gezeigt.
Im Jahr 2020 wurden gleich zwei neue Anime-Projekte angekündigt: Das erste Projekt trägt den Namen Love Live! Nijigasaki High School Idol Club und ist ein Ableger zur Hauptreihe während das zweite Projekt, Love Live! Superstar!!, der Hauptreihe angeschlossen ist.

### Videospiele
Ein Musikspiel für das Smartphone unter dem Namen Love Live! School Idol Festival wurde vom Spiele-Entwickler KLab produziert und im Jahr 2013 von Bushiroad für iOS-Geräte veröffentlicht. Das Spiel stellt eine Mischung aus Sammelkartenspiel, Musikspiel und Visual Novel dar. Das Spiel wurde später auf weltweiter Ebene für Android- und iOS-Geräte zugänglich gemacht. Später wurde der englischsprachige Server mit dem koreanischen Server zusammengelegt. Im Januar 2023 kündigte der Entwickler KLab an, dass der internationale Service zum 31. März gleichen Jahres abgeschaltet wird.
Im September 2019 wurde in Japan mit Love Live! School Idol Festival All Stars ein neues Spiel veröffentlicht, welches neue Charaktere aufweist, darunter die Mitglieder von Aqours sowie neue Charaktere aus Nijigasaki High School Idol Club. Ende Februar 2020 wurde auch für dieses Spiel ein weltweiter Server eröffnet. Am 30. April 2023 gaben die Entwickler des Spiels über ihrer Twitter-Präsenz bekannt, dass das Spiel zum 30. Juni gleichen Jahres eingestellt wird.
Im Jahr 2014 wurde eine vom Spiele-Entwickler Dingo Inc. entwickelte Spiele-Serie für die PlayStation Vita veröffentlicht. Diese Reihe trägt den Titel Love Live! School Idol Paradise und wurde in drei Volumes veröffentlicht, die sich mit den Subgruppen von μ’s auseinandersetzen. Innerhalb der ersten Verkaufswoche konnten die Spiele knapp 88.200-mal alleine in Japan verkauft werden.
Im Rahmen einer Werbekampagne wurde Rin Hoshizora, ein Charakter aus dem Love-Live!-Universum, 2015 zum Gesicht für die Spieleserie Puyo Puyo des Entwicklers SEGA. Im Jahr 2018 wurde das Smartphonespiel Puchiguru Love Live! für Android und iOS veröffentlicht, wobei die Server bereits im Mai 2019 geschlossen wurden.

### Musikveröffentlichungen
Das Love-Live!-Franchise brachte bisher drei fiktive Idol-Gruppen hervor: μ’s – bestand von 2010 bis 2016 –, Aqours seit 2016 und Liella! seit 2021. Die Mitglieder zwei der Hauptgruppen sind in jeweils drei Subgruppen eingeteilt. So bildeten Printemps, BiBi und Lily White Sub-Units für μ's, während CYaRon!, AZALEA und Guilty Kiss die Subgruppen von Aqours darstellen. Diese Gruppen brachten zahlreiche Single- und Albumveröffentlichungen hervor, die sowohl eine hohe Chartnotierung – teilweise sogar den ersten Platz – sowie musikalische Auszeichnungen in Form einer goldenen Schallplatte in Japan erreichen konnten.
In Nijigasaki High School Idol Club gibt es keine offizielle Idol-Gruppe und weicht daher vom Grundkonzept der Vorgänger Franchises ab. Vielmehr arbeiten die Charaktere als Solo-Idols, die gemeinsam in kleinen Gruppen zu zwei, drei und vier Charakteren auftreten. Über die Namen und Charakterbesetzung dieser Gruppen wurde eine Online-Abstimmung abgehalten. Nijigasaki brachte als Franchise bisher mehrere Single-Veröffentlichungen hervor, die allesamt Notierungen in den japanischen Singlecharts erreichen konnten. Obwohl es in der Anime-Fernsehserie keine große Idol-Gruppe gibt, erschienen in Japan drei Studioalben einer Idol-Gruppe, die nach dem Franchise benannt wurde.

## Erfolg

### Kommerziell

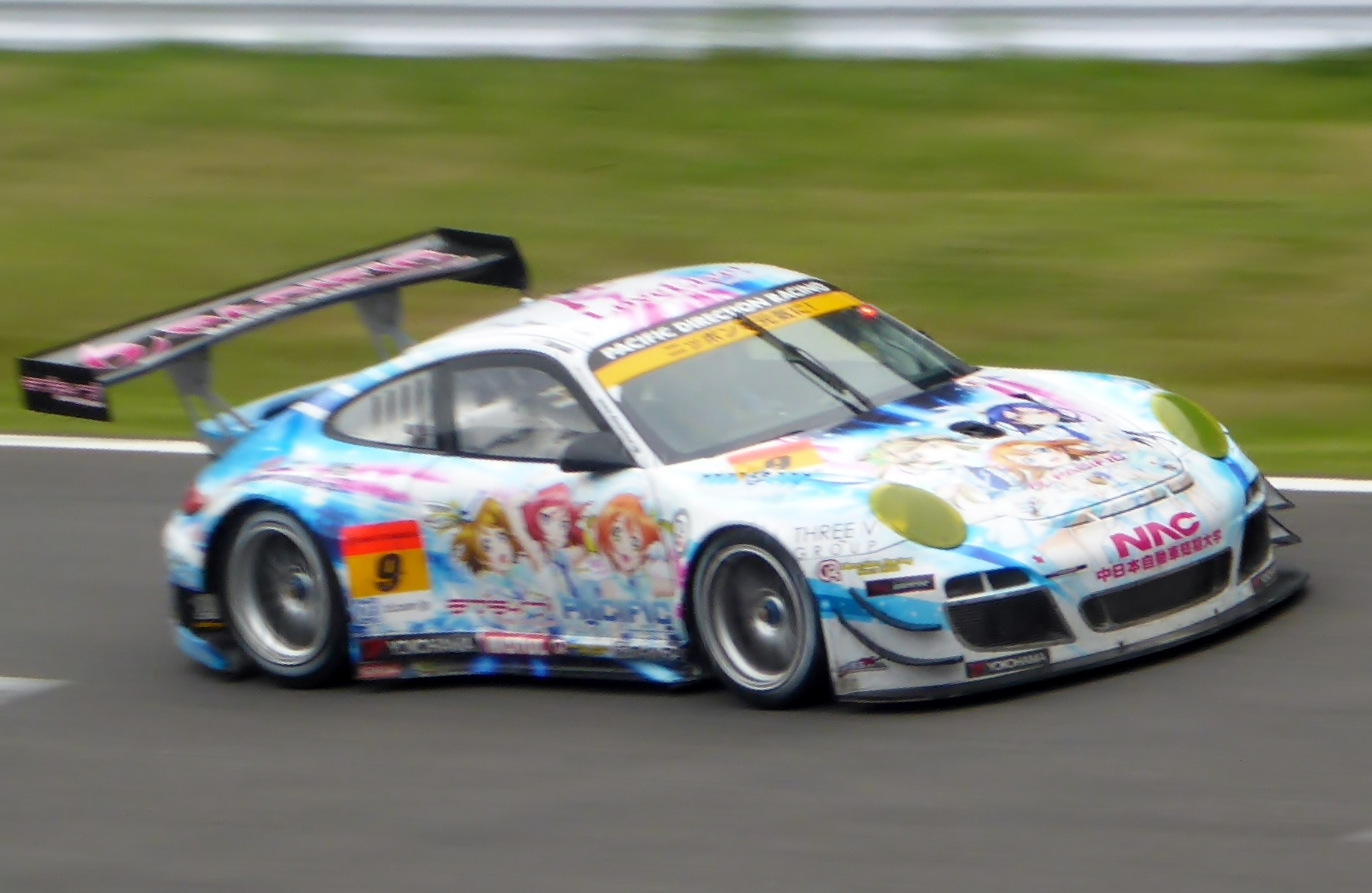
Porsche 997 GT 3R des Teams Direction im Jahr 2014 auf der Rennstrecke in Suzuka, Japan

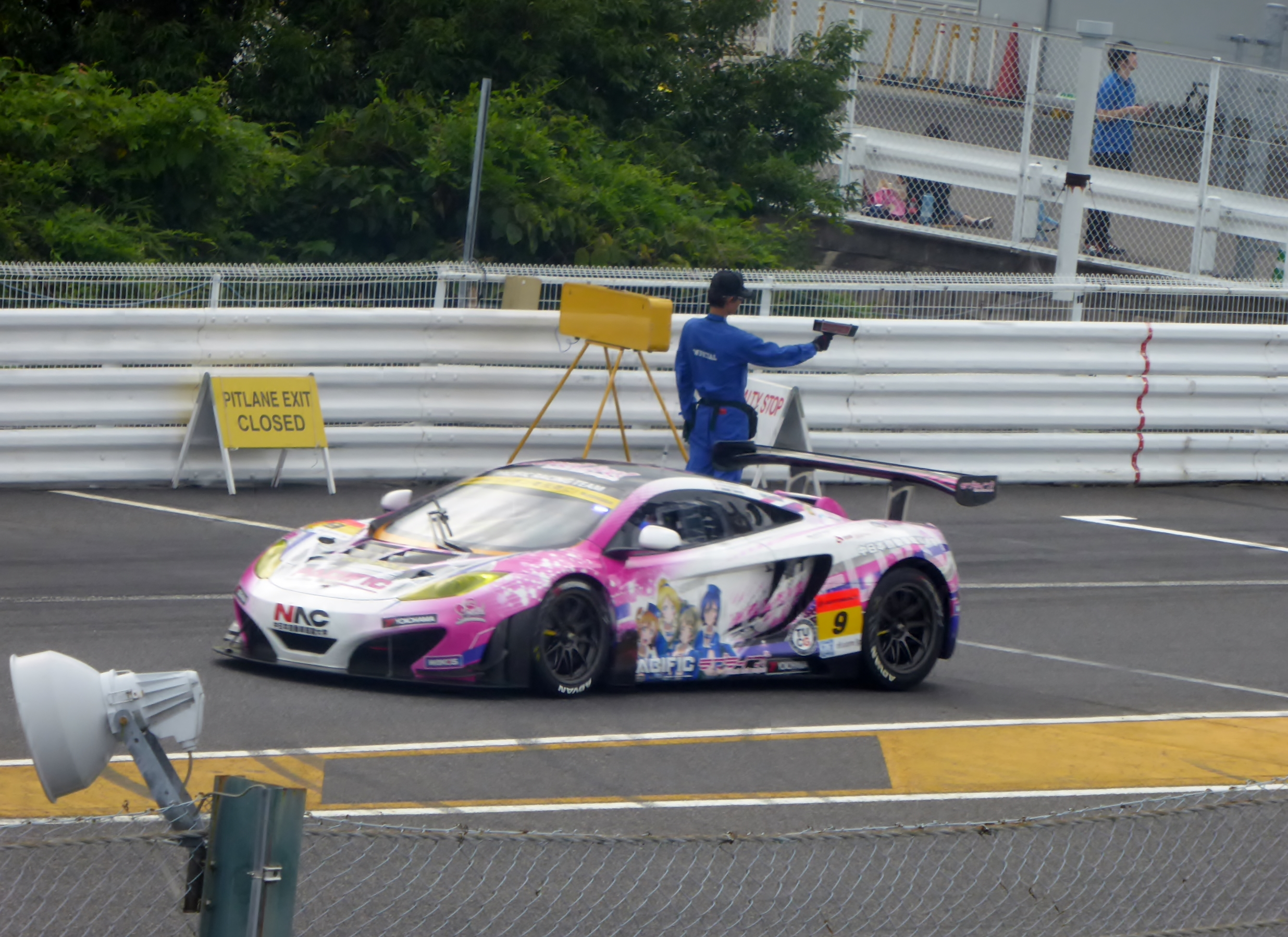
McLaren MP4-12C GT3 des Team Pacific während des 1000-km-Rennen in Suzuka, Japan, 2015

Im Jahr 2014 erhielt Love Live! eine Auszeichnung im Rahmen des Animation Kōbe. Ein Jahr darauf wurde die fiktive Idol-Gruppe μ’s mit dem Singing Award bei der neunten Verleihung der Seiyū Awards bedacht. Die Gruppe belegte im gleichen Jahr Platz acht der erfolgreichsten Musikgruppen des Jahres. μ’s verkauften 2015 über 800.000 CDs, DVDs und Blu-ray-Discs im Wert von über 3,15 Milliarden Yen. In den Jahren 2013 und 2014 landete die Idol-Gruppe auf Platz 64 bzw. 13 der erfolgreichsten Gruppen in Japan. Im Jahr 2016 war die Gruppe zehntbester Künstler in Japan mit Einnahmen von knapp mehr als 2,5 Milliarden Yen. Im Jahr 2016 erhielt die Gruppe eine spezielle Auszeichnung bei den Gold Disc Awards; ihr zweites Album Love Live! μ's Best Album Best Live! collection II außerdem zum Anime-Album des Jahres gekürt.
Im Jahr 2016 war Love Live! das kommerziell erfolgreichste Massenmedien-Franchise in Japan; im Vorjahr belegte das Franchise Platz vier. 2016 nahm das Love-Live!-Franchise acht Milliarden Yen ein – fünf Milliarden konnten im Vorjahr generiert werden. Für die Ermittlung der Zahlen wurden Rohdaten aus den gesamten DVD-, Blu-ray-, CD-, Manga- und Light-Novel-Verkäufen herangezogen, während die Einnahmen durch Videospiele, Kinotickets, digitale Downloads und andere Formen digitaler Medien nicht berücksichtigt wurden. In den Jahren 2015 bis 2018 konnte das Franchise über 23 Milliarden Yen alleine durch Verkäufe physischer Medien einspielen.
Die japanischen Motorsport-Teams Pacific Racing und Team Direction fuhren in den Jahren 2014 und 2015 mit Rennwagen, die Motive des Franchises abgebildet haben.

### Kontroversen
Spieler der englischsprachigen Version des Smartphone-Spiels Love Live! School Idol Festival fanden heraus, dass sämtliche Stellen des Spiels mit homosexuellen Anspielungen der Charaktere untereinander entfernt worden waren. Anstelle dessen wurden manche Stellen so verändert, dass die Charaktere eine heterosexuelle Beziehung pflegen. Spiele-Entwickler KLab hat diesbezüglich ein Statement veröffentlicht:

„We have reviewed the English version of Love Live! School Idol Festival in light of our gamers' thoughtful and heartfelt comments. Overall, we think that our localization effectively conveyed both the content and tone of the original. We also think that perhaps we could have done better with the translations of some of the dialogue. We view our relationship with our gamers are [sic] very much a two-way street: we hope to provide fun and entertaining games and are always open to feedback (including constructive criticism) where we can do better.“

„Im Zuge der nachdenklichen und innigen Kommentare der Spiele der englischen Version von Love Live! School Idol Festival haben wir das Spiel überprüft. Auch wir denken, dass wir manche Dialoge besser hätten übersetzen können. Wir sehen unsere Beziehung zu unseren Spielern [sic!] mehr wie eine zweispurige Straße: Wir hoffen, dass wir den Spielern Spaß und Unterhaltung bieten können und sind Feedback (konstruktive Kritik einbezogen) was wir besser machen können, immer aufgeschlossen.“

In einem Update im Juni des Jahres 2015 wurden die ursprünglichen Dialoge wieder hergestellt.

### In der westlichen Populärkultur
Im Oktober des Jahres 2018 lud die Nutzerin NyanNyanCosplay ein Video auf die Plattform TikTok hoch, in dem sie das Lied Mia Khalifa – auch bekannt als Hit or Miss – der Hip-Hop-Gruppe iLoveFriday als Nico Yazawa verkleidet nachsynchronisierte und zu einem Internet-Phänomen wurde. Dieses Video wurde wohl zu einer Art Katalysator, das zur weiteren Inspiration des Internet-Phänomens rund um des Liedes sein dürfte. So nutzte die schwedische YouTube-Persönlichkeit PewDiePie das Video mehrfach in seinen Veröffentlichungen.
In der sechsten Episode der zweiten Staffel von Love Live! School Idol Project suchen Mitglieder von µ’s nach einem neuen Image der Gruppe. In einer Szene tragen sie Kostüme und Gesichtsbemalung, die stark an die US-amerikanische Rockband KISS erinnert. Dies führte dazu, dass der Bassist und Sänger Gene Simmons dies auf seiner Internetseite aufgriff.